# Lúcio Ferreira
Lúcio Roberto Ferreira (Recife, 29 de abril de 1930 - Recife, 17 de maio de 2022) foi um poeta brasileiro.
Bacharel em Ciências Econômicas pela Universidade Federal de Pernambuco, exerceu sua atividade profissional no Banco do Brasil, onde se aposentou.
Autor de poemas em versos livres, apresentando ritmo e profundidade poética, é reconhecido pela sua inovação e pela experiência com o ritmo não metrificado.
Freqüentou a Oficina literária de Raimundo Carrero e o Café Literário do Recife, sob a orientação de Sébastien Joachin.

## Livros publicados
- Um olhar para cada coisa, 2000;[2]
- Exercício do sentir, 2000;[2]
- As duas extremidades da luz, 2001;[nota 1]
- Linhas do tempo (Hai-Kais), 2002;[2]
- Uma porta para dentro da pedra, 2002;[2]
- As reticências dos sonhos, 2003;[nota 2]
- Estas coisas cá de dentro, 2004;[2]
- Um pouco antes da chuva, 2006;
- Às margens de um Rio Cereal, 2006;
- Um corte além do fio, 2008;
- Epitâlamios para Elza, 2008;[2]
- Alhures da Primavera.[nota 3]

### Em co-autoria
- Conto de Girl
- Reescrevendo contos de fadas[1]

### Em antologias
- Poemas de sal e sol, 1999;
- Antologia de poetas nordestinos, 2000;
- Antologia do conto nordestino, 2000.

## Prêmios literários e comendas
- Menção honrosa no Prêmio Amaro de Lyra e César, da Academia Pernambucana de Letras, 2000, com Exercício do sentir[3];
- Prêmio Edmir Domingues, da Academia Pernambucana de Letras, 2004, com Essas coisas cá de dentro[3];[1]
- Menção honrosa no Prêmio Edmir Domingues 2008, da Academia Pernambucana de Letras, com Um corte além do fio;
- Ordem do Mérito Literário Jorge de Albuquerque Coelho, da União Brasileira de Escritores - secção Pernambuco, novembro de 2013.[4]

## Entidades literárias
Lúcio Ferreira é membro das seguintes entidades literárias:
- União Brasileira de Escritores - UBE - Seção Pernambuco;
- Academia de Letras e Artes do Nordeste - Cadeira 22;
- Academia de Artes, Letras e Ciências de Olinda;
- Academia Recifense de Letras;
- Sociedade Brasileira de Médicos Escritores (Regional Pernambuco) - Sócio colaborador;